# Alfonso Lista
Alfondo Lista è una municipalità di terza classe delle Filippine, situata nella Provincia di Ifugao, nella Regione Amministrativa Cordillera.
Alfonso Lista è formata da 20 baranggay:
- Bangar
- Busilac
- Calimag
- Calupaan
- Caragasan
- Dolowog
- Kiling
- Laya
- Little Tadian
- Namillangan
- Namnama
- Ngileb
- Pinto
- Poblacion
- San Jose
- San Juan
- San Marcos
- San Quintin
- Santa Maria
- Santo Domingo (Cabicalan)